# Бергсма, Питер
Питер Бергсма (нидерл. Pieter Bergsma; 21 июня 1927, Вартена — 9 января 2012, Тервиспел) — нидерландский шашист и корфболист. Чемпион Нидерландов (1968) года, cеребряный призёр 1963, 1971 годов, бронзовый призёр 1951, 1974 годов чемпионатов Нидерландов. Международный мастер, национальный гроссмейстер. На чемпионате Европы в 1971 и 1974 годах стал четвёртым. 14-кратный чемпион Фрисландии (впервые в 1948 году и последний раз в 1984 году), что является рекордным показателем.
Член (с 10 апреля 1954 года) символического клуба победителей чемпионов мира Роба Клерка.
В молодости играл в футбол. Активно принимал участие в корфболе, в 70-х годах 20-го века тренер корфбольного клуба LDO Terwispel, команды высшего дивизиона Нидерландов.